# Стивън (Англия)
Стивън (на английски: Stephen of England), известен още като Етиен дьо Блоа (на френски: Étienne d'Angleterre), е последният нормански крал на Англия (1135 – 1154). Управлението му е свързано с продължителни вътрешни междуособици. Той е наследен от своя братовчед Хенри, първият крал от династията на Плантагенетите.

## Произход и брак
Роден е през 1095 г. в Блоа. Син е на Етиен, граф на Блоа, и Адела Нормандска, дъщеря на крал Уилям Завоевателя. Около 1115 той става граф на Мортен, а през 1125 се жени за Матилда, която малко по-късно става графиня на Булон. Между 1128 и 1150 Етиен дьо Блоа управлява графството съвместно със своята съпруга.

## Крал на Англия
След смъртта на крал Хенри I през 1135, Стивън се противопоставя на неговата дъщеря Мод и предявява претенции към английския трон в качеството си на внук на Уилям Завоевателя. Той също така обявява, че на смъртното си легло Хенри е променил мнението си и е посочил него за свой наследник. Стивън получава подкрепата на повечето барони, както и на папа Инокентий II, и е коронован за крал на Англия.
Съмнителните права над престола и нерешителното управление на крал Стивън стават причина за продължителна гражданска война. Влиятелни барони като Робърт от Глостър и Ранулф дьо Жернон застават на страната на Мод и се опитват да я поставят на трона. През 1141 Стивън е пленен, но съпругата му Матилда успява да задържи столицата Лондон и по-късно през същата година той е разменен за пленения Робърт Глостър, незаконен полубрат на Мод. През следващата година Мод е обсадена в Оксфорд, но успява да избяга.
През следващите години Стивън успява, макар и неустойчиво, да се задържи на трона. След смъртта на най-големия си син Йосташ през 1153 той е принуден да се споразумее с Мод и да обяви нейния син Хенри за наследник на английския трон. Крал Стивън умира в Дувър през 1154.